# Histoire constitutionnelle de la Grèce
Pour les autres articles nationaux ou selon les autres juridictions, voir Histoire constitutionnelle.
L'histoire constitutionnelle de la Grèce démarre dès la guerre d'indépendance par la première constitution de 1822. L'actuelle constitution de 1975, révisée trois fois depuis, en 1986, en 2001 et en 2011, est la dernière à avoir été adoptée démocratiquement. Elle remplace les deux constitutions de 1968 et 1973 imposées par la dictature des colonels.

## Guerre d'indépendance grecque
Durant la guerre d'indépendance grecque, les assemblées nationales grecques (el), les rassemblements politiques et nationaux, représentatifs des révolutionnaires grecs, adoptent trois textes constitutionnels (les constitutions de 1822, 1823 et 1827). Ces constitutions sont influencées par :
- les constitutions françaises de 1793 et 1795,
- la déclaration des droits de l'homme et du citoyen de 1789,
- le projet de constitution de Rigas Velestinlis[1],
- les trois constitutions de la république des Sept-Îles (îles Ioniennes)[2]

Un an avant l'adoption de la constitution grecque de 1822, les statuts locaux grecs (assemblées locales) ratifient les ébauches de lois locales grecques, telles que le sénat de la Grèce continentale occidentale, l'aréopage de l'est continental de la Grèce et le Sénat du Péloponnèse.

## De la monarchie absolue à la monarchie constitutionnelle (1833-1924)

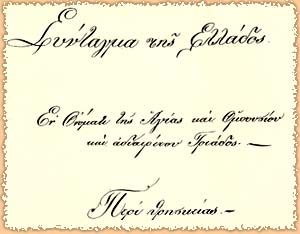
Au nom de la Sainte, Consubstantielle et Indivisible Trinité sont les premiers mots de la constitution grecque de 1844

Le roi Othon Ier de Grèce gouverne pendant plus de 10 ans sans aucune restriction constitutionnelle et sans que la constitution de 1832 ne soit jamais appliquée. Le 3 septembre 1843, l'infanterie, dirigée par le colonel Dimítrios Kallérgis et le capitaine révolutionnaire Yánnis Makriyánnis, se rassemble sur la place devant le palais à Athènes. Finalement, rejoint par une grande partie de la population de la capitale, la rébellion refuse de se disperser jusqu'à ce que le roi accepte d'accorder une constitution. Laissé avec peu de recours, le roi Othon cède sous la pression et accepte les exigences de la foule malgré les objections de la reine Amalia. Cette place est rebaptisée place de la Constitution (Syntágma) pour commémorer les événements de septembre 1843.
La constitution de 1844 définit la Grèce en tant que monarchie constitutionnelle, prévoyant un parlement bicaméral, composé d'une chambre des députés et un Sénat. La constitution grecque de 1864 est un peu plus libérale et transfère la plupart du pouvoir réel au parlement. En 1874, Charílaos Trikoúpis publie un manifeste intitulé Qui est à blâmer ?, en nommant le roi Georges Ier de Grèce comme réponse. Plus précisément, il condamne le roi du fait qu'il contourne l'opinion parlementaire dans sa sélection des premiers ministres. L'article l'envoie brièvement en prison, mais renforce significativement sa popularité. Un an plus tard, le 8 mai 1874, il rassemble une pluralité parlementaire et le roi Georges, à contrecœur, le nomme premier ministre. Grâce à l'article de Trikoupis, un nouveau principe constitutionnel est reconnu et mis en œuvre : le roi est tenu de donner au plus grand parti élu au parlement, le premier choix de former un gouvernement. En 1911, Elefthérios Venizélos modifie 54 des 110 articles de la constitution, en essayant de mettre celle-ci en conformité avec ses principes du Parti libéral. Néanmoins, le schisme national de 1916 provoque une énorme crise constitutionnelle, ce qui fait que deux gouvernements sont formés : l'un à Athènes et l'autre à Thessalonique.

## La Deuxième République hellénique et la restauration (1925-1941)

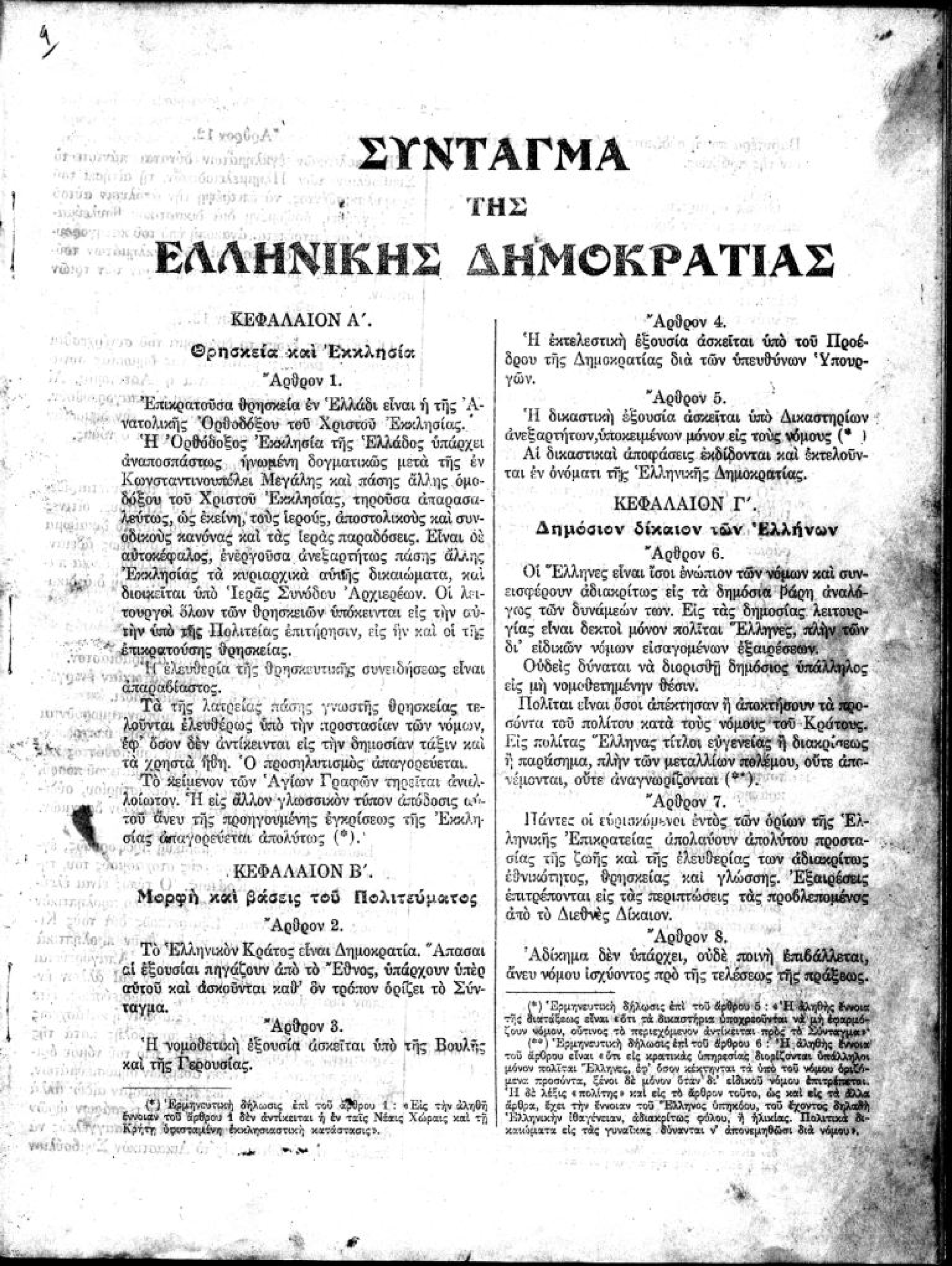
Couverture de la constitution de 1927

La constitution de 1925 prévoit une République en accord avec les résultats du référendum de 1924. Néanmoins, le 24 juin 1925, les officiers fidèles à Theódoros Pángalos, craignant que l'instabilité politique, mette le pays en danger, renversent le gouvernement lors d'un coup d’État et violent la nouvelle constitution. Le 24 août 1926, un contre-coup d’État est organisé par Geórgios Kondýlis : Pávlos Koundouriótis revient à la présidence.
Puisque la constitution précédente n'a pas été pleinement mise en œuvre, c'est la constitution de 1927 qui fonde officiellement la deuxième République hellénique et prévoit un président essentiellement honorifique en tant chef d'État.
Après le référendum truqué de 1935, le roi Georges II de Grèce retrouve le trône, mais la troisième législature révisionnelle de 1936 n'a pas le temps de remplacer ou de modifier la constitution de la République. Au lieu de cela, la constitution de 1911 est restaurée, apparemment temporairement. Les élections de 1936 conduisent à une impasse politique et, de ce fait, George II nomme le général Ioánnis Metaxás en tant que premier ministre par intérim. L'agitation industrielle qui se propage en mai, permet à Metaxás de déclarer l'état d'urgence. Le 4 août, il suspend indéfiniment le parlement  et différents articles de la constitution, avec l'approbation du roi. De fait, Metaxás est maintenant un dictateur s'inspirant du régime fasciste italien de Mussolini. Aucune modification de la constitution n'est adoptée avant que la Grèce soit envahie par l'Allemagne en 1941.

## Le royaume de Grèce après la Seconde Guerre mondiale (1942-1967)
Après la fin de la seconde Guerre mondiale, le roi George II est à nouveau restauré en vertu du référendum de 1946. Les conséquences de la guerre civile grecque ne permettent pas la ratification du projet libéral de constitution de 1948. Une constitution, plus conservatrice, est adoptée en 1952, qui impose des restrictions sur les droits fondamentaux humains et interdit le parti communiste de Grèce (KKE).

## Le régime des colonels (1967-1974)
Le 21 avril 1967, un coup d'État a lieu : des officiers de d'extrême droite établissent une dictature connue sous le nom de dictature des colonels. Un contre-coup d’État est tenté par le roi Constantin II, en décembre. Celui-ci échoue, forçant le roi à quitter le pays. Ainsi, légalement, il n'y a plus de gouvernement ni de chef de État à Athènes.
Ainsi, le Conseil révolutionnaire de Stylianós Pattakós, Geórgios Papadópoulos et Nikolaos Makarezos fait une brève apparition pour provoquer une résolution qui sera publiée dans la Gazette du gouvernement, avec la nomination d'un autre membre de l'administration militaire, le major-général Georges Zoitakis, en tant que régent. Zoitakis nomme ensuite Papadopoulos comme premier ministre. Une nouvelle constitution grecque de 1968 est adoptée par référendum. Le roi Constantin est officiellement conservé en tant que chef de l’État, bien qu'il ne soit pas autorisé à revenir avant la première élection parlementaire sauf si le gouvernement le rappelle avant. Beaucoup des garanties des droits civils sont suspendues et les élections sont reportées jusqu'à ce que la révolution du 21 avril (nom donné au coup d’État) ait réformé la mentalité grecque.
Cinq ans plus tard, lors des tentatives de contrôle de la démocratisation par Papadopoulos , celui-ci abolit la monarchie et déclare la République de Grèce avec lui-même en tant que président. Le référendum grec de 1973 abolit officiellement la monarchie, le 29 juillet 1973. Une nouvelle constitution est rédigée, prévoyant un président avec de larges pouvoirs, élu par le peuple et établit effectivement un régime présidentiel. Après le nouveau coup d’État de la ligne dure, le 25 novembre 1973, Papadopoulos est déposé. Le nouveau régime conserve les apparences de la République, mais revient à un contrôle militaire exclusif, jusqu'à son effondrement final dans le sillage de l'invasion turque de Chypre en août 1974.

## La Troisième République hellénique
Avec le retour d'un régime civil sous Konstantínos Karamanlís, le nouveau gouvernement, agissant dans des circonstances extraordinaires, émet un «acte constitutif» qui annule la constitution de 1973. En attendant un référendum sur une nouvelle constitution, la constitution de 1952 est temporairement rétablie, à l'exception des articles relatifs à la forme de l'État. La dernière phrase se réfère au fait de savoir si la monarchie serait rétablie ou pas. Dans l'intervalle, les fonctions du roi doivent être déchargées par le président de la république.
L'affaire est réglée par référendum, le 8 décembre 1974 (Référendum de 1974 (el)), par lequel la monarchie est définitivement abolie. Une nouvelle constitution est adoptée par le parlement et promulguée le 11 juin 1975 : elle instaure la démocratie parlementaire avec un président comme chef d’État. Dans la pratique, cependant, la plupart des pouvoirs sont dévolus au Premier ministre. Cette constitution est révisée en 1985 afin de codifier cette pratique. Elle est modifiée à nouveau en 2001, puis en 2011 et est en vigueur actuellement.

## Liste des différentes constitutions grecques
- Constitution grecque de 1822
- Constitution grecque de 1823
- Constitution grecque de 1827
- Constitution grecque de 1832
- Constitution grecque de 1844
- Constitution grecque de 1864
- Constitution grecque de 1911 (en)
- Constitution grecque de 1925
- Constitution grecque de 1927
- Projet de constitution grecque de 1948
- Constitution grecque de 1952
- Constitution grecque de 1968
- Constitution grecque de 1973
- Constitution grecque de 1975

### Sources
- Histoire constitutionnelle - Site du parlement grec
- Collection parlementaire des constitutions de 1822 à 1927 (numérisées)